# Deutungsrahmen
Deutungsrahmen (auch Deutungsmuster oder Deutungsraster) sind gesellschaftlich verbreitete und individuell angeeignete Wissensstrukturen, auf die Prozesse des Verstehens aufbauen. Deutungsrahmen sind vor allem auch für das Verständnis von sprachlicher Kommunikation bedeutsam, indem sie in der meist ungenauen Alltagskommunikation das Gesagte oder Geschriebene mit Kontextinformationen anreichern, die ihm erst seinen vollen Sinn verleihen.
Auf der individuellen Ebene betrachtet sind Deutungsrahmen mentale Repräsentationen der Welt. Sie prägen unsere Wahrnehmung des gesellschaftlichen Umfeldes und der Bedeutung, Sinnhaftigkeit und Einordnung sozialer Handlungen anderer Personen, aber auch der Wirklichkeit insgesamt, indem sie Sinneseindrücken und Erfahrungen eine bedeutsame Struktur zuordnen.
Auf einer sozialen Ebene betrachtet prägen Deutungsrahmen, was bestimmte Gemeinschaften in ihrem Sprachgebrauch als allgemeines „Wissen“ behandeln, das heißt, als für sie erfahrungsnahe und legitime Vor- und Darstellung eines bestimmten Ausschnitts der Wirklichkeit. Deutungsrahmen sind Produkte habitualisierter sozialer Prozesse und damit einer gesellschaftlichen Dynamik unterworfen. Sie sind historisch entstandene und veränderbare Elemente einer Kultur, umgekehrt sind sie durch ihre wahrnehmungs- und handlungsregulierende Funktion aber auch wesentlicher Bestandteil und sinnstiftende Kraft gesellschaftlicher Entwicklungen.

## Ursprung des Konzepts
Der Begriff der Gestaltwahrnehmung, 1912 von Max Wertheimer in die Sozialpsychologie eingeführt, kann als früher Vorläufer des Deutungsrahmen-Konzepts gelten. Der englische Ausdruck Frames wurde in den Sozialwissenschaften von Gregory Bateson geprägt, der die „Rahmung“ (framing) von kommunikativen Handlungen als wesentliche Bedingung für das Gelingen von Verständigung sah.
Die Arbeit des Soziologen Erving Goffman über Frameanalyse begann Deutungsrahmen als unverzichtbares Element alltäglicher sozialer Prozesse zu behandeln.
In der Linguistik wurde das Konzept durch Charles J. Fillmore eingeführt, der in seiner Frame-Semantik eine Alternative zu konventionellen „Checklisten“-Konzeptionen von Wortbedeutungen entwickelte – das heißt, die Zurückweisung der geläufigen Idee, dass sich die „wahre“ Bedeutung eines Wortes aus einer Prüfliste von zutreffenden Eigenschaften einer durch das Wort bezeichneten lexikalischen Kategorie ablesen ließen.
Wittgenstein hingegen hat die Bedeutung von Worten als weitaus weniger logisch begründeten Nebeneffekt des eingewöhnten Verwendungszusammenhangs im alltäglichen Sprachgebrauch nachgewiesen.
In der Kognitionswissenschaft und Künstliche-Intelligenz-Forschung wurde das „System des Deutungsrahmens“ von Marvin Minsky einflussreich.

## Funktionsweise von Deutungsrahmen
Durch ihre grundlegende und umfassende Bedeutung für Wahrnehmungs- und Verstehensprozesse lassen sich die Funktionsweisen von Deutungsrahmen in mehreren Aspekten beschreiben.

### Bestandteile und ihre Funktion
Zu einem spezifischen Deutungsrahmen gehören nach Fillmore (1982) drei Bestandteile:
- Leerstellen (slots),
- Füllelemente (fillers) und
- Default-Werte.

Leerstellen sind all jene Elemente, die in einer Kultur oder Gemeinschaft zu einem bestimmten Deutungsrahmen dazugehören, z. B. beim Deutungsrahmen „Kindergeburtstag“ wären das ein Geburtstagskind, Gäste, Geschenke, eine Torte und typische Aktivitäten. Diese Elemente stehen wechselseitig in einem sinnvollen, durch den Deutungsrahmen definierten Zusammenhang. Der Begriff Leerstellen ergibt sich daraus, dass ein Kindergeburtstag ohne alle diese Elemente nicht vollständig wäre, sie also auf jeden Fall vorhanden sein sollten oder erwartet werden, weil das das kulturell etablierte Bild eines Kindergeburtstags ausmacht – auch wenn einzelne davon, etwa die Torte, oder ein passendes Geschenk, nur in rudimentärer Form vertreten wären.
Füllelemente wären dann alle möglichen Geburtstagskinder, oder Beispiele für z. B. die Leerstelle „typische Aktivitäten“ (Kerzenausblasen, jeweils gerade beliebte Spiele etc.).
Als dritte Art von Elementen gehören zu einem bestimmten Deutungsrahmen Default-Werte, das sind prototypisch erwartbare Füllelemente (Einstellungen) für einzelne Leerstellen. Ihre Funktion liegt darin, dass in alltäglichen Kommunikations- und Verstehensprozessen für all jene Leerstellen, welche Sprechende in ihrem Erzählen nicht extra behandeln, die Zuhörenden jeweils Passendes durch ihr soziales Wissen auffüllen, und dadurch erst – im günstigen Fall – die kontextuellen Bezüge der Geschichte verstehen können. Im ungünstigeren Fall, wenn Zuhörende eine andere soziale oder kulturelle Perspektive vertreten, kann dieses Auffüllen von Bedeutungen milieubedingte oder interkulturelle Missverständnisse begründen.
Die kennzeichnenden Bestandteile (Leerstellen/Füller) von Deutungsrahmen umfassen neben Gegenständen, Personen und Handlungen auch gesellschaftlich/kulturelle Wertvorstellungen, Rollenverhalten, legitime Handlungsweisen und andere normative Aspekte, wodurch sie zu einem Regulativ angemessenen Verhaltens werden können (im erwähnten Beispiel: "..wo ist mein Geschenk?"). Tatsächlich sind die meisten, wenn nicht alle sozialen Vorstellungen angemessenen Verhaltens an Deutungsrahmen gebunden.
- Ähnlich siehe auch bei: Schema (Psychologie)

### Kommunikationsprozess
In der Kommunikation funktionieren Deutungsrahmen so, dass jemand, der zu sprechen beginnt, durch eine typische Sprechweise, schlüssige Redehandlung oder andere wiedererkennbare Textelemente andeutet, worauf die Äußerungen hinauslaufen, und damit ein spezifisches soziales Wissen mobilisiert. Zuhörende greifen diese Kontextualisierungshinweise auf, um aus ihrem Gedächtnis vorläufig einen passenden Deutungsrahmen zuzuordnen, durch den das Gesagte verständlich wird, so etwa die Modalität als pragmatische Kategorie.
Dadurch, dass die zu einem bestimmten Deutungsrahmen gehörenden Inhaltsdimensionen allgemein bekannt sind, können Rezipierende im Gehörten nach mehr oder weniger impliziten Hinweisen für das Auffüllen der Leerstellen suchen, oder, wenn solche Hinweise fehlen, selbst „Default-Werte“ aus ihrem Gedächtnis ergänzen. Unausgesprochen Mitschwingendes wird so verstehbar, fehlende Elemente als selbstverständlich ergänzt, und Widersprüchliches vereindeutigt.

### Rahmungseffekte
Sachverhalte lassen sich in sehr unterschiedliche Rahmungen bringen, dadurch können Sprechende für ihre Darstellung gezielt bestimmte Deutungsrahmen verwenden, welche jeweils eine bestimmte Wahrnehmung dieser Sachverhalte vermitteln. Rahmung bewirkt bei der Vermittlung von Deutungsangeboten vor allem eine Auswahl und Hervorhebung bestimmter Wirklichkeitsaspekte und ist damit ein wichtiges Mittel strategischer Kommunikation und Rhetorik.
Neurahmungen können in einem Gespräch oder einer Debatte schon beschriebene Sachverhalte in einen gänzlich anderen Sinnzusammenhang bringen, und so ein „Kippen“ der Wahrnehmung bewirken, oft nur durch eine geringe Verschiebung oder Relevanzsetzung von anderen Aspekten, von Werten oder Vorstellungen.
- Siehe auch: Kippfigur bei Änderung des Bedeutungshintergrundes im Sinne der Figur-Grund-Wahrnehmung.

## Deutungsrahmen in der politischen Kommunikation
In der Untersuchung von politischer Kommunikation und der Medienwirkungsforschung ist das Konzept der Deutungsrahmen ein Schlüsselkonzept geworden (Entman 1993, Scheufele 1999), um zu erklären, wie über die Massenmedien verbreitete politische Botschaften das öffentliche Verständnis von politischer Realität beeinflussen (Gamson 1992, Gotsbachner 2008).
Politik wird von einem symbolischen Kampf um gesellschaftliche Bedeutungen bestimmt, durch den die öffentliche Wahrnehmung akuter Problemlagen, politischer Rollenverteilungen, von Ansprüchen und Zielperspektiven geprägt wird (Schön/Rein 1994).
Über die Durchsetzung und Verankerung von spezifischen Deutungsrahmen versuchen politische Akteure, Einfluss auf die unterschiedlichen Rezeptionen des Wählerpublikums zu gewinnen und dadurch in weiterer Folge zu bestimmen, was mittelfristig „politisch möglich“ sei.